# Diga di Washi
La diga di Washi (鷲ダム?, Washi damu) è una diga nella città di Ōno, nella prefettura di Fukui, in Giappone.

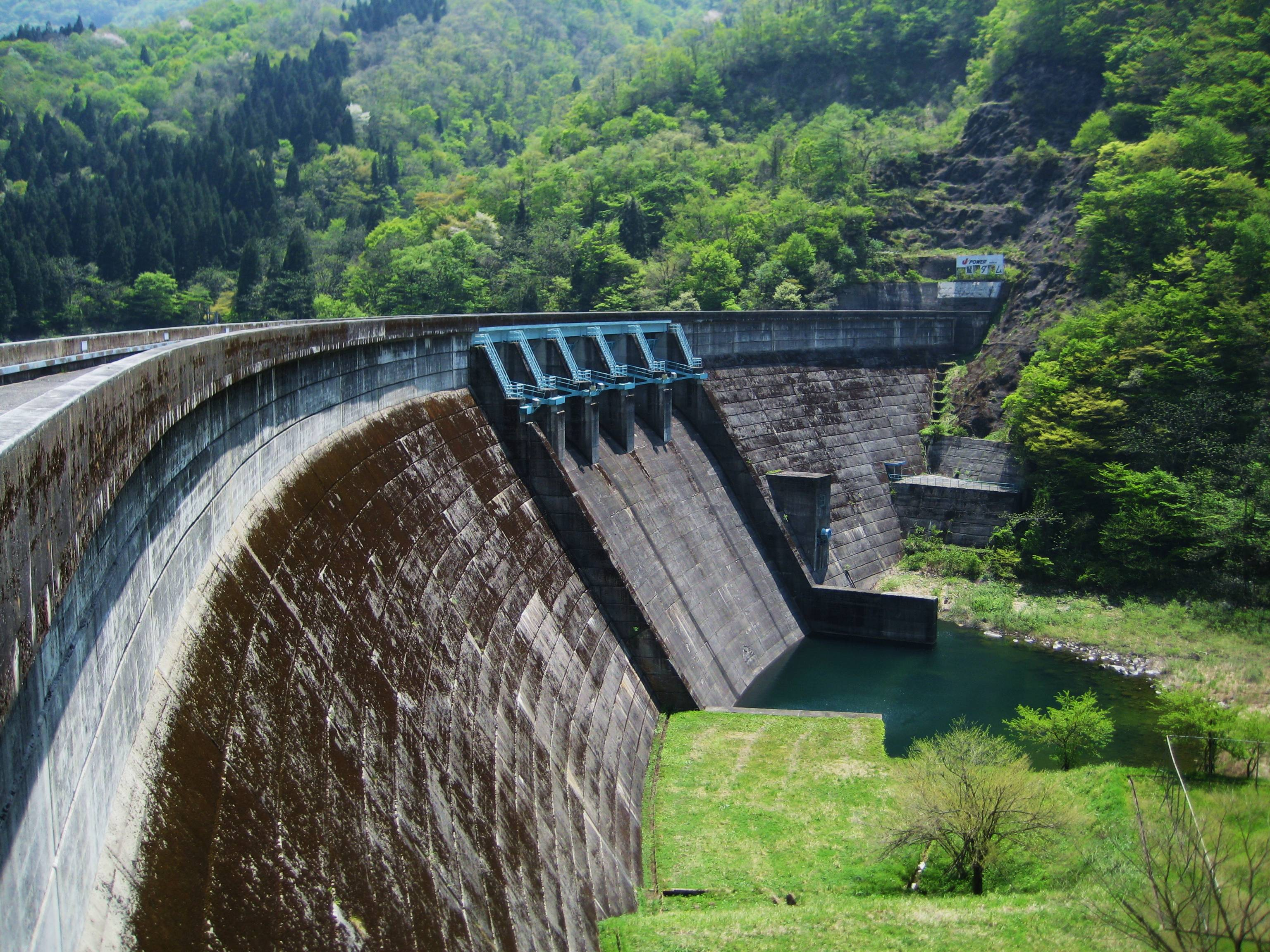